# Coquaternion
En mathématiques et en algèbre abstraite, un coquaternion est une idée mise en avant par James Cockle en 1849. Comme les quaternions de Hamilton inventés en 1843, ils forment un espace vectoriel réel à quatre dimensions muni d'une opération multiplicative. À la différence de l'algèbre des quaternions, les coquaternions peuvent avoir des diviseurs de zéro, des éléments idempotents ou nilpotents.
L'ensemble {\displaystyle \{1,i,j,k\}\,} forme une base. Les produits de coquaternion de ces éléments sont
{\displaystyle ij=k=-ji,~~jk=-i=-kj,~~ki=j=-ik\,}
{\displaystyle i^{2}=-1,~~j^{2}=+1,~~k^{2}=+1\,}.
Avec ces produits l'ensemble {\displaystyle \{1,i,j,k,-1,-i,-j,-k\}\,} est isomorphe au groupe diédral d'un carré.
Un coquaternion
{\displaystyle q~=w+xi+yj+zk\,}
possède un conjugué
{\displaystyle q^{*}~=w-xi-yj-zk} et un module multiplicatif, qui se comporte en partie comme une norme (arithmétique) :
{\displaystyle qq^{*}~=w^{2}+x^{2}-y^{2}-z^{2}\,}.
Lorsque le module est non nul, alors q possède un inverse.
{\displaystyle U=\{q:qq^{*}\neq 0\}}
est l'ensemble des unités. L'ensemble P de tous les coquaternions forme un anneau (P, +, •) dont le groupe des unités est (U, •).
Soit
{\displaystyle q=w+xi+yj+zk,~~u=w+xi,~~v=y+zi}
où u et v sont des nombres complexes ordinaires. Alors la matrice complexe
{\displaystyle {\begin{pmatrix}u&v\\v^{*}&u^{*}\end{pmatrix}}},
où {\displaystyle u^{*}=w-xi\,} et {\displaystyle v^{*}=y-zi\,} (conjugués complexes de u et v),
représentent q dans l'anneau des matrices dans le sens que la multiplication des coquaternions se comporte de la même manière que la multiplication matricielle. 
Par exemple, le déterminant de cette matrice {\displaystyle uu^{*}-vv^{*}=qq^{*}\,}; l'apparition de ce signe moins où se trouve un plus dans ℍ conduit au nom alternatif quaternion fendu pour un coquaternion, par analogie avec les complexes fendus.
Historiquement, les coquaternions ont précédé l'algèbre des matrices de Cayley ; les coquaternions (dans le prolongement des quaternions et des tessarines) évoquent une algèbre linéaire plus large.

## Représentation géométrique
Soit
{\displaystyle r(\theta )=j\cos \theta +k\sin \theta \,} (ici {\displaystyle \theta \,} est aussi fondamental que l'azimut)
{\displaystyle p(a,r)=i\sinh a+r\cosh a\,}
{\displaystyle v(a,r)=i\cosh a+r\sinh a\,}
{\displaystyle E={r\in P:r=r(\theta ),0\leq \theta <2\pi }\,}
{\displaystyle J={p(a,r)\in P:a\in R,r\in E}\,} caténoïde
{\displaystyle I={v(a,r)\in P:a\in R,r\in E}\,} hyperboloïde à deux nappes
Maintenant, il est facile de vérifier que
{\displaystyle {q\in P:q^{2}=+1}=J\cup {1,-1}\,}
et que
{\displaystyle {q\in P:q^{2}=-1}=I\,}.
Ces égalités d'ensembles signifient que lorsque {\displaystyle p\in J\,} alors le plan
{\displaystyle {x+yp:x,y\in R}=D_{p}\,}
est un sous-anneau de P, c’est-à-dire isomorphe au plan des nombres complexes fendus lorsque v est dans I alors
{\displaystyle {x+yv:x,y\in R}=C_{v}\,}
est un sous-anneau planaire de P qui est isomorphe au plan complexe ordinaire C.
Pour chaque {\displaystyle r\in E\,}, {\displaystyle (r+i)^{2}=0=(r-i)^{2}\,} c’est-à-dire que {\displaystyle r+i\,} et {\displaystyle r-i\,} sont nilpotents. Le plan {\displaystyle N={x+y(r+i):x,y\in R}\,} est un sous-anneau de P qui est isomorphe aux nombres duaux. Puisque chaque coquaternion doit relier dans {\displaystyle D_{p}\,}, un {\displaystyle C_{v}\,}, ou un plan N, ces plans profilent P. Par exemple, la sphère unité
{\displaystyle {\mathcal {SU}}(1,1)={q\in {\mathcal {P}}:qq^{*}=1}\,}
est formée des « cercles unités » dans les plans qui constituent P. Dans {\displaystyle D_{p}\,}, c'est une hyperbole, dans N le cercle unité est une paire de droites parallèles, tandis que dans {\displaystyle C_{v}\,}, c'est vraiment un cercle (bien qu'elle apparaisse elliptique en raison de la compression par v).

## Orthogonalité plane
Lorsque le coquaternion {\displaystyle q=w+xi+yj+zk\,}, alors la partie réelle de q est w.

Définition : pour les coquaternions différents de zéro q et t, nous écrivons {\displaystyle q\bot t\,} lorsque la partie réelle du produit {\displaystyle qt^{*}\,} est zéro.
- Pour chaque {\displaystyle v\in I\,}, si {\displaystyle q,t\in C_{v}\,}, alors {\displaystyle q\bot t\,} signifie que les demi-droites de 0 à q et t sont perpendiculaires.
- Pour chaque {\displaystyle p\in J\,}, si {\displaystyle q,t\in D_{p}\,}, alors {\displaystyle q\bot t\,} signifie que ces deux points sont hyperboliquement orthogonaux.
- Pour chaque {\displaystyle r\in E\,} et chaque {\displaystyle a\in R\,}, {\displaystyle p=p(a,r)\,} et {\displaystyle v=v(a,r)\,} satisfont {\displaystyle p\bot v\,}.
- Si u est une unité dans l'anneau des coquaternions, alors {\displaystyle q\bot t\,} implique {\displaystyle qu\bot tu\,}.

Preuve : {\displaystyle (qu)(tu)^{*}=(uu^{*})qt^{*}\,} découle de {\displaystyle (tu)^{*}=u^{*}t^{*}\,}, un fait basé sur l'anti-commutativité des vecteurs.

## Géométrie de la contre-sphère
Prenons {\displaystyle m=x+yi+zr\,} où {\displaystyle r~=j\cos \theta +k\sin \theta \,}. Fixons theta ({\displaystyle \theta \,}) et supposons 
{\displaystyle mm^{*}=-1=x_{2}+y_{2}-z_{2}\,}.
Puisque les points sur la contre-sphère doivent se trouver sur un contre-cercle dans un certain plan 
{\displaystyle D_{p}\subset P\,}, m peut être écrit, pour un certain {\displaystyle p\in J\,}
{\displaystyle m~=p\exp {(bp)}=\sinh b+p\cosh b=\sinh b+i\sinh a~\cosh b+r\cosh a~\cosh b\,}.
Soit {\displaystyle \varphi \,} l'angle entre les hyperboles de r jusqu'à p et m. Cet angle peut être vu, dans le plan tangent à la contre-sphère à r, par projection :
{\displaystyle \tan \varphi ={\frac {x}{y}}={\frac {\sinh b}{\sinh a~\cosh b}}={\frac {\tanh b}{\sinh a}}}.
Comme b peut devenir grand, tanh b est proche de un. Alors {\displaystyle \tan \varphi ={\frac {1}{\sinh a}}\,}. Cet aspect de l'angle de parallélisme (en) dans un méridien θ tend à faire voir la variété de la contre-sphère comme un espace métrique S1 × H2 où H2 est le plan hyperbolique.

## Application à la cinématique
En utilisant les bases données ci-dessus, on peut montrer que l'application
{\displaystyle q\rightarrow u^{-1}~qu\,}
est une rotation ordinaire ou hyperbolique suivant que
{\displaystyle u=\exp(av)\,}, {\displaystyle v\in I\,} ou {\displaystyle u=\exp(ap)\,}, {\displaystyle p\in J\,}.
Ces applications sont des projections dans la droite projective (en) des coquaternions. La collection de ces applications produit une certaine relation avec le groupe de Lorentz puisqu'il est aussi composé des rotations ordinaires et hyperboliques. Parmi les particularités de cette approche par rapport à la cinématique relativiste, on trouve le profil anisotrope, comparé aux quaternions hyperboliques.
Le frein à l'usage des coquaternions pour les modèles cinématiques peut s'expliquer par la signature de l'espace-temps (2, 2) qui est présumé avoir comme signature (1, 3) ou (3, 1). Néanmoins, une cinématique relativiste plus claire apparait lorsqu'un point de la contre-sphère est utilisé pour représenter un référentiel galiléen. Si {\displaystyle tt^{*}=-1\,},
alors, il existe un {\displaystyle p\in J\,} tel que {\displaystyle t\in D_{p}\,}, et un {\displaystyle a\in R\,} tel que {\displaystyle t=p\exp(ap)\,}. Alors, si {\displaystyle u=\exp(ap)\,} et {\displaystyle s=ir\,}, l'ensemble {\displaystyle {t,u,v,s}\,} est une base orthogonale issue de t, l'orthogonalité se poursuit à travers les applications des rotations ordinaires ou hyperboliques.

## Histoire
Les coquaternions ont été d'abord identifiés et nommés dans le London-Edinburgh-Dublin Philosophical Magazine, series 3, volume 35, p. 434,5 en 1849 par James Cockle sous le titre "On Systems of Algebra involving more than one Imaginary" (Des systèmes d'algèbre impliquant plus qu'un imaginaire). Lors de la rencontre à Paris en 1900 du Congrès international des mathématiciens, Alexander Macfarlane appela l'algèbre, le système de quaternions exsphéricaux comme il en a décrit l'aspect. MacFarlane examina un élément différentiel de la sous-variété {{\displaystyle q\in P\,} : {\displaystyle qq^{*}=-1}} (la contre-sphère).
La sphère elle-même a été traitée en allemand par Hans Beck en 1910 (Transactions of the American Mathematical Society, vol. 28 ; par exemple le groupe diédral apparaît à la page 419). En 1942 et 1947 sont parues deux mentions brèves sur la structure des coquaternions dans les Annals of Mathematics :
- A.A. Albert, « Quadratic Forms permitting Composition », vol. 43, p. 161-177
- V. Bargmann, « Representations of the Lorentz Group », vol. 48, p. 568-640